# Anselm Heinzel
Anselm Heinzel (19. února 1846 Jetřichov – 14. prosince 1921 Jetřichov) byl rakouský a český podnikatel a politik německé národnosti, v závěru 19. století poslanec Českého zemského sněmu.

## Biografie
Vystudoval nižší reálku v Náchodě a Trutnově. Profesí byl statkářem a továrníkem v Jetřichově. Provozoval zde cca od roku 1879 barvírnu příze a přádelnu. Firma navazovala na přádelnu lnu, kterou založili okolo roku 1862 v nedalekých Hynčicích bratři Josef a Ferdinand Heinzelové. Jetřichovský podnik byl roku 1892 proměněn na firmu J. A. Kluge. Toho roku Heinzel zprovoznil v Hynčicích novou tkalcovnu. Podnik potom rozvíjel se synem Anselmem Heinzelem mladším.
Angažoval se i ve veřejném a politickém životě. Zasedal v obecním zastupitelstvu v Hynčicích, byl členem tamní městské školní rady. Zastával funkci náměstka okresního starosty (v jiném zdroji uváděn i jako okresní starosta) a člena okresní školní rady. Byl starostou hospodářského spolku v Broumově a členem německé sekce zemské zemědělské rady. Koncem 80. let 19. století se zapojil i do zemské politiky. Ve volbách v roce 1889 byl zvolen v kurii venkovských obcí (volební obvod Broumov, Police) do Českého zemského sněmu. Politicky patřil mezi německé nacionály (Německá lidová strana). Mandát obhájil za týž obvod i ve volbách v roce 1895. Po nich se ale uvádí jako německý liberál (takzvaná Ústavní strana, později Německá pokroková strana).
Byl mu udělen Řád Františka Josefa a Zlatý záslužný kříž. Od četných obcí v regionu získal čestné občanství. Zemřel v říjnu 1921.